# Karabin maszynowy Brixia M1920
6,5 mm karabin maszynowy Brixia wz. 1920 – ciężki karabin maszynowy konstrukcji włoskiej.
Karabin wzorowany na ciężkim karabinie maszynowym Fiat–Revelli wz. 1914. Dostosowany do karabinowego naboju Mannlicher–Carcano o kalibrze 6,5 mm. 
Jest to broń samoczynno–samopowtarzalna, która działa na zasadzie krótkiego odrzutu lufy. Ryglowana odbywa się przez obrót zamka. Chłodzenie lufy jest wodne (pojemność chłodnicy 4 l.). Zasilany z magazynka pudełkowego o pojemności 30 lub 50 nabojów, a przyłącza się go z prawej strony broni. Celownik krzywiznowy. Szybkostrzelność regulowana. Do strzelania osadzano ją na ciężkiej podstawie trójnożnej.